# 希臘第二共和國
希臘第二共和國（希臘語：Βʹ Ελληνική Δημοκρατία），正式名称是希腊共和国，是1924年—1935年希臘的共和政權，它取代原先由格呂克斯堡王朝所統治下、採用君主立憲制的希臘王國，直到被政變推翻、王室復辟為止。

## 歷史
1923年，《洛桑条约》的签订使得希腊最终失去了亚历山大一世时期得到的小亚细亚、北伊庇鲁斯、东色雷斯等领土，只从保加利亚得到了西色雷斯作为补偿。之后希腊发生了亲君主派人民党和埃莱夫塞里奥斯·韦尼泽洛斯领导的共和派的斗争。1923年年底，韦尼泽洛斯的自由党获胜，第四次出任希腊首相。韦尼泽洛斯组阁之后，建议召开全民公投来决定希腊是否保留君主制，最终于1924年，希腊议会通过成立共和国的决议案，至此乔治二世退位，希腊第二共和国建立。

### 希腊第二共和国的灭亡（1935）
1924年3月25日，希腊议会宣布希腊第二共和国成立。希腊议会选定了3月25日作为第二共和国的建立日期是以纪念希腊独立日，此时距离希腊从奥斯曼帝国中独立已过去了一个世纪之久，而希腊仍然一直处于动荡之中。
希腊第二共和国虽然已经建立，但是这并没能给希腊带来稳定和发展。希腊第二共和国是一个高度不稳定的政体，在议会还在辩论新宪法的同时，军方就已经开始了新一轮政变的策划。在此之后，从1924年建立到1935年被推翻的短短11年之间，第二共和国经历了23届政府、1次军事独裁和13次军事政变。最终，在1930年开始的波及整个资本主义世界的经济危机成为了压倒这个不稳定政体的最后一根稻草，1929年大萧条开始后，希腊的不稳定程度雪上加霜，最终军方发动政变，复辟了君主制，希腊第二共和国短短的11年寿命走到了尽头，乔治二世重登王位，希腊王国复辟，希腊第二共和国灭亡。